# Pterorytis
Pterorytis là một chi ốc biển, là động vật thân mềm chân bụng sống ở biển thuộc họ Muricidae, họ ốc gai.

## Các loài
Các loài thuộc chi Pterorytis bao gồm:
- Pterorytis hamatus (Hinds, 1844)[2]